# Waitress - Ricette d'amore
Waitress - Ricette d'amore (Waitress) è un film del 2007 scritto e diretto da Adrienne Shelly. Presentato al Sundance Film Festival nel gennaio del 2007. Questo è l'ultimo film di Adrienne Shelly, uccisa il 1º novembre 2006.
Sul film si basa il musical di Broadway Waitress del 2015 diretto da Diane Paulus, con musiche e testi di Sara Bareilles e libretto di Jessie Nelson, e Jessie Mueller nella parte di Jenna. Keri Russell veste i panni di una giovane donna intrappolata in una piccola città e in un matrimonio violento, che affronta una gravidanza indesiderata mentre lavora come cameriera. Il film ha avuto distribuzione limitata negli Stati Uniti il 2 maggio 2007, dalla Fox Searchlight Pictures.

## Trama
Jenna lavora come cameriera al Joe's Diner, dove confeziona magnifici dolci a cui affibbia bizzarri nomi. Ma la vita di Jenna non è così dolce come le torte che cucina, infatti vive un'esistenza grigia e monotona assieme a suo marito Earl, un uomo manesco e volgare. Jenna desidera fuggire dal suo triste matrimonio e sta lentamente accumulando denaro per farlo. Ripone le sue speranze di fuga in una gara di torte in una città vicina, che offre un primo premio di $ 25.000. Ma la vita di Jenna subisce una svolta quando scopre di essere inaspettatamente incinta, ma non sa se esserne felice visto chi è il padre, in più si innamora del suo affascinante e nevrotico ginecologo, che ha un solo piccolissimo "problema", è sposato. A modo suo Jenna saprà cambiare la sua vita e dare una svolta che finalmente la vedrà realizzata, felice e serena.

## Accoglienza
Sul sito web aggregatore di recensioni Rotten Tomatoes, la serie riporta una valutazione positiva dell'89%, con una valutazione media di 7,30/10. Il film è stato anche inserito nella lista dei 100 migliori film del 2007. Mentre Metacritic, che assegna una valutazione basata sulle recensioni dei principali critici mainstream, calcola un punteggio medio di 75 su 100. Con un budget di $ 1.500.000, il film ha incassato $ 22.217.183 al botteghino internazionale.